# Можер Руанский
Можер Руанский (Малгер; фр. Mauger, Malger; погиб в 1055, остров Гернси) — церковный деятель средневековой Нормандии, архиепископ Руана (1037—1054/1055), дядя Вильгельма I Завоевателя.

## Биография
Можер был внебрачным сыном герцога Нормандии Ричарда II из рода Роллонидов. Его сводными братьями были герцоги Ричард III и Роберт II, отец короля Англии Вильгельма I Завоевателя, родным братом — граф Аржеса Вильгельм де Талу.
Вильгельм де Талу и Можер были непримиримыми врагами своего племянника, малолетнего герцога Нормандии Вильгельма II (впоследствии завоевавшего Англию). После смерти герцога Роберта II во время его паломничества в Иерусалим в 1035 году и несовершеннолетия наследовавшего престол незаконнорождённого сына герцога Роберта, Вильгельма II, Можер и Вильгельм де Талу составили заговор с целью устранения от власти и убийства малолетнего герцога. Регент Нормандии, архиепископ Руанский Роберт Датчанин скончался в 1037 году, и его архиепископскую кафедру занял Можер. К этому же времени Вильгельм де Талу уже стал графом Аржесским. Оба заверяли юного герцога в своей преданности и надёжности. Во время нормандского восстания 1047 года они поддерживали Вильгельма II, после разгрома мятежников в битве у Валь-э-Дюн они сохранили свои посты и политическое влияние.
В 1052 году восстание против герцогской власти началось уже в самом графстве Аржес. Возглавил его Вильгельм де Талу, женатый на сестре графа Ангеррана II де Понтье и рассчитывавший на его помощь. Вильгельм II осадил Аржес. Шедшей на помощь из Франции армии графа Понтье и его союзников он сумел нанести поражение. Вильгельм де Талу был вынужден сдаться, и был пожизненно изгнан из Нормандии. Можер, как его союзник и наперсник, был на церковном соборе в Лизьё в 1054 или 1055 году лишён архиепископства и сослан на остров Гернси, где вскоре утонул.
По свидетельству Ордерика Виталия, Можер имел сына Мишеля, принявшего участие в нормандском завоевании Англии.